# Tito Erminio Aquilino
Tito Erminio Aquilino (in latino Titus Herminius Aquilinus; ... – Lago Regillo, 496 a.C.) è stato un politico e militare romano del VI secolo a.C. Era uno dei generali che comandavano le truppe di Tarquinio il Superbo quando questi fu cacciato.

## Biografia

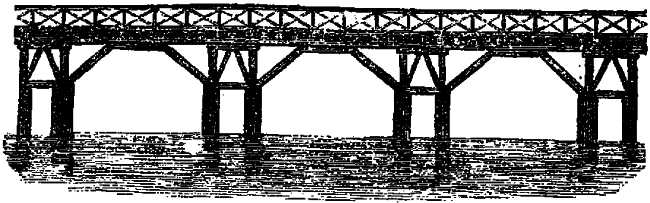
Ricostruzione del Pons Sublicius secondo Luigi Canina.

Insieme al collega console Spurio Larcio, aiutò Orazio Coclite a difendere il pons Sublicius e ad arrestare l'avanzata degli Etruschi guidati da Porsenna, mentre i compagni lo demolivano per impedire che i nemici passassero il Tevere.
Si coprì di gloria anche nel proseguimento della guerra contro il re di Chiusi, guidando contingenti di soldati romani contro gli etruschi assedianti.
(Tito Livio, Ab Urbe condita libri, lib. II, par. 11)
Nel 506 a.C. fu eletto console, collega dello stesso Spurio Larcio con cui aveva difeso il ponte Sublicio, e 10 anni dopo partecipò come legato alla battaglia del Lago Regillo (496 a.C.), che per alcuni decenni segnò la supremazia dei romani sui Latini. Durante la battaglia riuscì ad uccidere Ottavio Mamilio, uno dei due comandanti dello schieramento nemico, rimanendo lui stesso ucciso, per le ferite riportate nello scontro.

## Critica storica
Lo storico tedesco Barthold Georg Niebuhr suggerì che il consolato di Tito Erminio Aquilino e Spurio Larcio del 506 a.C., per il quale gli annali non registrano alcun avvenimento significativo, fosse stato inserito a posteriori, per coprire il periodo di dominazione degli etruschi di Porsenna su Roma.